# Định luật Okun

Đồ thị dữ liệu kinh tế hàng quý của Mỹ (chưa hiệu chỉnh theo năm - not annualized) từ 1947 đến năm 2002 biểu diễn ước lượng phiên bản sai phân của định luật Okun: % Mức thay đổi GNP =.856 - 1.827*(Mức thay đổ của tỉ lệ thất nghiệp). R^2 là.504. Sai khác trong các kết quả khác phần nhiều do sử dụng kết quả quý.

Trong kinh tế học, định luật Okun (đặt theo tên của Arthur Melvin Okun, người đề xuất định luật này vào năm 1962 )  cho biết mối quan hệ giữa thất nghiệp và mức sụt giảm sản lượng của 1 quốc gia, được đúc kết từ quan sát thực nghiệm.  "Phiên bản gap" cho biết với mỗi 1% tăng lên của  tỉ lệ thất nghiệp, GDP sẽ giảm tương đương 2% so với GDP tiềm năng.  "Phiên bản sai phân" mô tả mối quan hệ giữa mức thay đổi của tỷ lệ thất nghiệp so với GDP thực trên cơ sở dữ liệu quý. Tính ổn định và hữu dụng của định luật này đến giờ vẫn còn gây tranh cãi.

## Tính không hoàn hảo
Định luật Okun, một cách chính xác, thường được xem là một dạng "Quy luật ngón tay cái" bởi vì nó là ước lượng xấp xỉ được rút ra từ quan sát thực nghiệm thay vì từ lý thuyết. Gọi là xấp xỉ vì còn có những yếu tố khác (như năng suất) ảnh hưởng đến kết quả. Trong bản báo cáo gốc của Okun phát biểu rằng 2% gia tăng trong sản lượng sẽ dẫn đến tỷ lệ thất nghiệp chu kỳ giảm 1%, số người tham gia lực lượng lao động tăng 0.5%, số giờ làm việc của mỗi lao động tăng 0.5%; và sản lượng trong mỗi giờ làm việc (năng suất lao động) tăng 1%.
Định luật Okun cho biết tỷ lệ thất nghiệp tăng lên mỗi 1 điểm phần trăm sẽ dẫn đến tăng trưởng GDP thực giảm 2%. Dù vậy, các nhà nghiên cứu vẫn đang tranh luận khi xem xét ảnh hưởng của khung thời gian và quốc gia được chọn lên kết quả.
Mối quan hệ được kiểm định bằng cách hồi quy tốc độ tăng trưởng GDP hoặc GNP theo mức thay đổi của tỷ lệ thất nghiệp. Martin Prachowny đã ước lượng được rằng sản lượng cứ giảm 3% lại dẫn đến tỷ lệ thất nghiệp tăng 1%. Tuy nhiên, tác giả cũng tranh luận rằng thực tế mức giảm sản lượng phần lớn do ảnh hưởng của các yếu tố khác bên cạnh tỷ lệ thất nghiệp. Khi giữ cho các yếu tố khác không đổi, tác giả ước lượng mức giảm sản lượng giảm bớt khoảng 0.7% (Prachowny 1993). Tại Mỹ, mức sụt giảm sản lượng dường như có xu hướng giảm bớt theo thời gian. Theo Andrew Abel và Ben Bernanke, với khung thời gian nghiên cứu gần hơn đã ước lượng sản lượng giảm khoảng 2% tương ứng với mỗi 1% tăng của thất nghiệp (Abel & Bernanke, 2005).
Có một số nguyên nhân giải thích tại sao GDP có thể tăng/giảm nhanh hơn tương ứng mức giảm/ tăng của tỷ lệ thất nghiệp:
Khi thất nghiệp tăng,
- Hiệu ứng số nhân tiền tệ giảm do người lao động có xu hướng giảm bớt chi tiêu
- Một lượng người thất nghiệp từ bỏ tìm kiếm việc làm, và không được tính vào lực lượng lao động. Không được thống kê là thất nghiệp.
- Công nhân có thể làm việc ít giờ hơn
- Năng suất lao động có thể giảm, có lẽ bởi vì chủ lao động duy trì số công nhân nhiều hơn mức cần thiết

Một hàm ý từ các phân tích trên đó là sự gia tăng năng suất lao động hoặc sự mở rộng quy mô lực lượng lao động có thể dẫn đến tăng trưởng sản lượng ròng nhưng tỷ lệ thất nghiệp ròng không giảm (hiện tượng "jobless growth"). 

## Trình bày Toán học
Phiên bản gap của Okun (Abel & Bernanke 2005) có thể viết như sau:
{\displaystyle (Y-{\overline {Y}})/{\overline {Y}}=-c(u-{\overline {u}})}, với
- {\displaystyle Y} là sản lượng thực tế
- {\displaystyle {\overline {Y}}} là sản lượng tiềm năng
- {\displaystyle u} là tỉ lệ thất nghiệp thực tế
- {\displaystyle {\overline {u}}} là tỉ lệ thất nghiệp tự nhiên
- {\displaystyle c} là hệ số phản ánh mối quan hệ giữa thay đổi của tỷ lệ thất nghiệp và thay đổi của sản lượng

Tại Mỹ từ năm 1955 trở đi, giá trị của c như đã trình bày nằm trong khoảng từ 2 đến 3.
Phiên bản gap, như đã trình bày ở trên, thì rất khó khi ứng dụng vì {\displaystyle {\overline {Y}}} và {\displaystyle {\overline {u}}} chỉ có thể ước lượng chứ không thể thống kê hay đo lường. Một dạng phổ biến hơn của Định luật Okun, sử dụng mức thay đổi của sản lượng so với mức thay đổi của thất nghiệp, dưới dạng như sau:
{\displaystyle \Delta Y/Y=k-c\Delta u\,}, với:
- {\displaystyle Y} và {\displaystyle c} như định nghĩa ở trên
- {\displaystyle \Delta Y} là mức thay đổi của sản lượng thực tế
- {\displaystyle \Delta u} là mức thay đổi của thất nghiệp thực tế
- {\displaystyle k} là tốc độ tăng trưởng bình quan theo năm của sản lượng toàn dụng

Hiện tại ở Mỹ, k là khoảng 3% và c là khoảng 2, vậy công thức có thể viết lại như sau:
{\displaystyle \Delta Y/Y=0.03-2\Delta u.\,}

## Phép lấy đạo hàm cho dạng tốc độ tăng trưởng
Chúng ta  bắt đầu với dạng thứ nhất của Định luật Okun:
{\displaystyle ({\overline {Y}}-Y)/{\overline {Y}}=1-Y/{\overline {Y}}=c(u-{\overline {u}})}
{\displaystyle -1+Y/{\overline {Y}}=c({\overline {u}}-u).}
Lấy đạo hàm 2 vế,ta có
{\displaystyle \Delta (Y/{\overline {Y}})=(Y+\Delta Y)/({\overline {Y}}+\Delta {\overline {Y}})-Y/{\overline {Y}}=c(\Delta {\overline {u}}-\Delta u).}
Quy đồng mẫu số, ta có:
{\displaystyle ({\overline {Y}}\Delta Y-Y\Delta {\overline {Y}})/({\overline {Y}}({\overline {Y}}+\Delta {\overline {Y}}))=c(\Delta {\overline {u}}-\Delta u).}
Nhân vế trái với {\displaystyle ({\overline {Y}}+\Delta {\overline {Y}})/Y} ,ta có
{\displaystyle ({\overline {Y}}\Delta Y-Y\Delta {\overline {Y}})/({\overline {Y}}Y)=\Delta Y/Y-\Delta {\overline {Y}}/{\overline {Y}}\approx c(\Delta {\overline {u}}-\Delta u)}
Ta giả định {\displaystyle \Delta {\overline {u}}}, là mức thay đổi của tỷ lệ thất nghiệp tự nhiên bằng 0. Ta cũng giả định {\displaystyle \Delta {\overline {Y}}/{\overline {Y}}}, tốc độ tăng trưởng của sản lượng toàn dụng, xấp xỉ bằng với giá trị trung bình của nó, {\displaystyle k}. Vì vậy, ta có:{\displaystyle \Delta Y/Y\approx k-c\Delta u.}

## Sự hữu ích
Thông qua so sánh giữa dữ liệu thực tế và dự báo lý thuyết, Định luật Okun là một công cụ đáng giá trong dự báo xu hướng giữa tỷ lệ thất nghiệp và sản lượng GDP thực. Tuy nhiên, về mức độ chính xác của dữ liệu, thông qua việc so sánh kết quả từ Định luật Okun với số liệu thực tế, đã cho thấy là thiếu chính xác. Đó là vì tồn tại phương sai trong ước lượng tham số. Các kết luận rút ra từ Định luật Okun có thể chấp nhận được ở một chừng mực nhất định. Mặt khác, một vài phát hiện cho thấy là Định luật Okun có khuynh hướng chính xác hơn với các dự báo ngắn hạn hơn là dài hạn. Các nhà dự báo đã xác nhận điều này là đúng vì các điều kiện thị trường không lường trước có thể ảnh hưởng lên các tham số của Okun.
Như vậy, Định luật Okun nói chung là chấp nhận được với các nhà dự báo kinh tế như là một công cụ phân tích xu hướng ngắn hạn hơn là cho các phân tích dài hạn hay các tính toán đòi hỏi sự chính xác.